# Astrid Fina
Astrid Fina Paredes, née le 16 octobre 1983 à Barcelone, est une snowboardeuse handisport espagnole.

## Biographie
Elle est désignée porte-drapeau pour la cérémonie d'ouverture des Jeux paralympiques d'hiver de 2018.

## Palmarès

### Jeux paralympiques d'hiver
- Jeux paralympiques d'hiver de 2018
  -  Médaille de bronze en Snowboard Cross
- Jeux paralympiques d'hiver de 2014
  - 6e en Snowboard Cross